# Berkeley Packet Filter
Описание
Модуль отбора пакетов, реализуемый командой "bpf", позволяет захватить необходимые сетевые пакеты, проходящие через любой интерфейс системы, и направить их на удалённую рабочую станцию для дальнейшего анализа.
Отбор пакетов производится путём их дублирования и не мешает обычной работе маршрутизатора.
В силу ограниченного объёма памяти и вычислительных ресурсов, программное обеспечение маршрутизатора не содержит средств анализа.
Именно с этой целью осуществляется дублирование необходимых сетевых пакетов и их последующая передача на рабочую станцию администратора сети, где он может выполнить детальный анализ с помощью специализированных программных инструментов.
Для приема и анализа пакетов, полученных от модуля bpf беспроводного устройства, может быть использован программный продукт Wireshark или утилита tcpdump (при использовании Linux).
Синтаксис
```
usage: bpf interface PARAMS
```